# Of Thee I Sing (Buch)
Of Thee I Sing: A Letter to My Daughters (Auf Deutsch: Von euch will ich singen: Ein Brief an meine Töchter) ist ein 40-seitiges Kinderbuch von US-Präsident Barack Obama (Text) und Loren Long (Illustrationen), das 2010 in einer Startauflage von 500.000 Exemplaren bei Alfred A. Knopf, Inc. erschienen ist. Die deutsche Fassung kam 2011 im Carl Hanser Verlag (München) heraus.

## Inhalt
Obama hat das Kinderbuch seinen beiden Töchtern gewidmet, die mit Hund auf der Titelseite abgebildet sind. Der Titel bedient sich einer Zeile des patriotischen Liedes „My Country, ’Tis of Thee“. Anhand von 13 Persönlichkeiten aus der US-Geschichte erklärt es Tugenden wie Mut, Kreativität und Nächstenliebe, dabei befasst es sich mit Albert Einstein, Martin Luther King, George Washington, Abraham Lincoln, Jackie Robinson, Sitting Bull, Georgia O’Keeffe, Helen Keller, Billie Holiday, Neil Armstrong, Maya Ying Lin, César Chávez und Jane Addams.

## Rezeption
In den USA stieß das Kinderbuch des US-Präsidenten nicht nur auf positive Resonanz. Das Wall Street Journal stellte es als „kontrovers“ dar. Der konservative Fernsehkanal Fox News kritisierte die positive Erwähnung des bekannten Indianerhäuptlings Sitting Bull. Obama hatte Bull gewürdigt „als Medizinmann, der gebrochene Herzen und Versprechen geheilt und es begrüßt habe, dass nicht alle Menschen gleich sind“, so die Hannoversche Allgemeine. Die Internet-Plattform von Fox News habe daraufhin Lesern unter der Überschrift „Obama lobt Indianerhäuptling, der US-General tötete“, zur Kritik eingeladen.
Im deutschsprachigen Europa würdigte Spiegel Online das Kinderbuch als „eine Liebeserklärung an die Ideale der USA“ und merkte an, dass Obamas Widersacher „wie auf Kommando mit Hysterie“ reagiert hätten. Die Stuttgarter Zeitung dagegen resümierte, das Buch sei „ohne die schönen Bilder selbst für Fans des Präsidenten ... inhaltlich etwas dünn“. Die Frankfurter Rundschau kritisierte: „Papa Obama, so scheint es, hat große Schwierigkeiten, den Politiker nach Feierabend im Oval Office zu lassen und seinen Töchtern etwas zu erzählen, was sie wirklich spannend finden.“ Als „sicherlich ehrenhaft“ bezeichnete die Basler Zeitung Obamas Anliegen, „das Resultat wirkt dann aber etwas ernst und lehrerhaft“.

## Details
Der Erlös des Kinderbuches soll einer Stiftung, die sich um Kinder gefallener oder verletzter US-Soldaten kümmert, zugutekommen. Es war Obamas drittes Buch nach seinem politischen Bestseller The Audacity of Hope und den Memoiren Dreams From My Father. Er schrieb es noch vor seiner Wahl zum US-Präsidenten, denn er hatte sich bereits 2004, nach seiner Wahl zum Senator von Illinois, vertraglich zum Schreiben dreier Bücher verpflichtet.

## Ausgaben
- Of Thee I Sing: A Letter to My Daughters, Knopf Books for Young Readers, ISBN 0-375-83527-X
- Deutsche Fassung: Von euch will ich singen – Ein Brief an meine Töchter. Übersetzt von Michael Krüger, Carl Hanser Verlag, ISBN 978-3-446-23880-0.